# Tai nạn máy bay trực thăng Brovary 2023
Vào ngày 18 tháng 1 năm 2023, một chiếc Eurocopter EC225 Super Puma chở 9 người bao gồm Bộ trưởng Bộ Nội vụ Ukraina Denys Anatoliiovych Monastyrsky, Thứ trưởng Bộ Nội vụ Yevhen Yenin và Quốc vụ khanh Yurii Lubkovych đã rơi vào một trường mẫu giáo ở Brovary, ngoại ô Kiev, Ukraina. Vụ tai nạn đã giết chết 14 người, bao gồm cả Moonastyrsky, Yenin và Lubkovych. 5 trong số 14 người thiệt mạng nằm ở trên mặt đất, trong đó có một trẻ em. Trên mặt đất còn 25 người khác bị thương, trong đó có 11 trẻ em. Đây là lần đầu tiên một quan chức cấp cao của Ukraina thiệt mạng trong khi thi hành công vụ kể từ khi cuộc chiến Nga–Ukraina bắt đầu.

## Sự cố
Theo Kyrylo Tymoshenko, phó Chánh Văn phòng Tổng thống Ukraina, các quan chức trên trực thăng đi đến khu vực chiến sự và chiếc trực thăng đã rơi xuống đất vào lúc 8 giờ 20 phút theo giờ Đông Âu. Những người chứng kiến đã xác nhận có rất nhiều sương mù xuất hiện vào thời điểm xảy ra tai nạn, trong khi một số người khác cho biết đã thấy chiếc trực thăng bốc cháy, xoay tròn và bay vòng trước khi chạm đất. Chiếc trực thăng đã rơi xuống một trường mẫu giáo địa phương, vụ việc đã dẫn đến vụ hỏa hoạn thiêu rụi một bên của tòa nhà. Các nỗ lực tìm kiếm và cứu hộ sau vụ tai nạn đã kết thúc 9 giờ sau đó.

## Phi cơ
Chiếc trực thăng liên quan đến vụ tai nạn là chiếc Eurocopter EC225 Super Puma, còn được gọi với tên gọi khác là Airbus H225, mang số hiệu 54. Phi cơ thuộc sở hữu của Cơ quan Khẩn cấp Nhà nước Ukraina và là một trong 21 chiếc trực thăng mẫu H225 được Pháp chuyển giao cho Ukraina từ năm 2018 đến năm 2021 trong một phần chương trình hiện đại hóa phi đội máy bay Liên Xô già cỗi của Ukraina. Gần một nửa số máy bay được giao không phải là hàng mới, với một số bộ phận đã có tỷ lệ hao mòn lên tới 50% nhưng chúng đã được tân trang lại trước khi đưa vào khai thác.

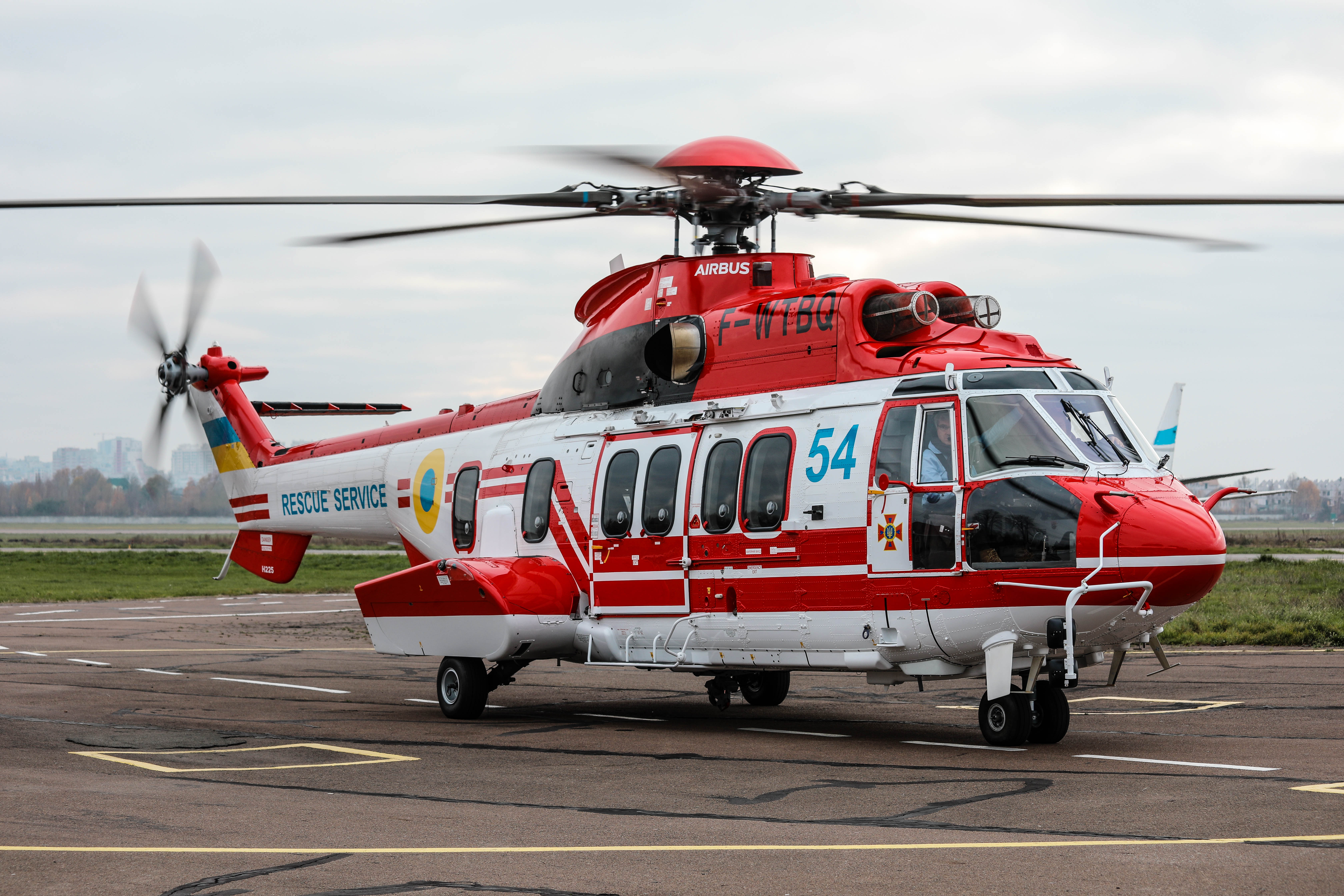
Máy bay trực thăng liên quan (tháng 11 năm 2020)

## Hành khách và phi hành đoàn
Đã có 10 người trên trực thăng khi rơi, bao gồm 7 hành khách và 3 thành viên phi hành đoàn. Cả 7 hành khách trên chuyến bay đều là nhân viên của Bộ Nội vụ Ukraina bao gồm Bộ trưởng Bộ Nội vụ Denys Anatoliiovych Monastyrsky, Thứ trưởng Bộ Nội vụ Yevhen Volodymyrovych Yenin, Quốc vụ khanh Yurii Olehovych Lubkovych và an ninh trưởng của ông Monastyrsky. Chiếc máy bay do Oleksandr Vasylenko chỉ huy, được hỗ trợ bởi phi công phụ Kostiantyn Kovalenko và thợ máy bay Ivan Kasianov. Theo Dịch vụ Khẩn cấp Nhà nước, phi hành đoàn đã được đào tạo để thực hiện các nhiệm vụ trong điều kiện khó khăn.

## Điều tra
Hiện nay, không có dấu hiệu nào cho thấy vụ việc là một hình thức nào khác ngoại trừ tai nạn, mặc dù các quan chức nước này đã không đưa ra nguyên nhân vụ tai nạn ngay lập tức. Trong một bài phát biểu sau vụ việc, Tổng thống Ukraina Volodymyr Oleksandrovych Zelensky cho biết ông đã yêu cầu Cục An ninh Ukraina tiến hành một cuộc điều tra về nguyên nhân của vụ tai nạn. Một số nguyên nhân khác có thể đang được điều tra như vi phạm quy tắc bay, trục trặc kỹ thuật, cố ý phá hủy và/hoặc phá hoại máy bay trực thăng.
Yurii Ihnat, phát ngôn viên của Lực lượng Không quân Ukraina đã tuyên bố vụ việc cũng sẽ được điều tra bởi Ủy ban nhà nước đặc biệt và dự kiến sẽ mất ít nhất vài tuần.

## Phản ứng
Chính phủ Ukraina đã bổ nhiệm Ihor Volodymyrovych Klymenko, Giám đốc Cảnh sát Quốc gia Ukraina, làm Quyền Bộ trưởng Bộ Nội vụ cho đến khi có một Bộ trưởng mới được bổ nhiệm.
Nhiều quan chức Ukraina, châu Âu và châu Mỹ trong đó có Tổng thống Ukraina Volodymyr Oleksandrovych Zelensky, Thủ tướng Ukraina Denys Anatoliyovych Shmyhal, Ngoại trưởng Ukraina Dmytro Kuleba, Chủ tịch Hội đồng Tối cao Ukraina Ruslan Oleksiyovych Stefanchuk, Chủ tịch Hội đồng châu Âu Charles Michel, Tổng thống Hoa Kỳ Joe Biden, Đại sứ Hoa Kỳ tại Ukraina Bridget A. Brink và Đại sứ Vương quốc Anh tại Ukraina Melinda Simmons bày tỏ sự tiếc thương và gửi lời chia buồn tới gia đình các nạn nhân.